# Llista de golejadors de la Copa espanyola d'hoquei sobre patins masculina 2007
Llista completa de gols marcats a la Copa espanyola d'hoquei patins masculina 2007 segons jugador i equip corresponent:
| Jugador                | Equip                  | Gols |
| ---------------------- | ---------------------- | ---- |
| Xavier Caldú           | Alnimar Reus Deportiu  | 3    |
| David Páez             | Barcelona Sorli Discau | 3    |
| Pedro Alves            | Liceo Vodafone         | 2    |
| Alberto Borregán       | Barcelona Sorli Discau | 2    |
| Xavier Brichs          | Noia Freixenet         | 2    |
| Josep Lamas            | Liceo Vodafone         | 2    |
| Carlos López           | Barcelona Sorli Discau | 2    |
| José Luis Páez         | Barcelona Sorli Discau | 2    |
| Josep Maria Selva      | Noia Freixenet         | 2    |
| Pablo Federico Álvarez | Liceo Vodafone         | 1    |
| Guillem Cabestany      | Alnimar Reus Deportiu  | 1    |
| Joan Feixas            | Noia Freixenet         | 1    |
| Fabián Andrés          | Enrile PAS Alcoi       | 1    |
| Marc Gual              | Alnimar Reus Deportiu  | 1    |
| Santiago Julivert      | Vilanova l'Ull Blau    | 1    |
| Xavier Lladó           | Viva Hàbitat Blanes    | 1    |
| José Ramón López       | Enrile PAS Alcoi       | 1    |
| Sergi Miras            | Enrile PAS Alcoi       | 1    |
| Sergi Panadero         | Barcelona Sorli Discau | 1    |
| Joaquim Pujadas        | Roncato Vic            | 1    |
| David Ros              | Vilanova l'Ull Blau    | 1    |
| Toni Sánchez           | Alnimar Reus Deportiu  | 1    |
| Lluís Teixidó          | Alnimar Reus Deportiu  | 1    |
| Pere Varias            | Noia Freixenet         | 1    |